# سنجاب پرنده بارتل
سنجاب پرنده بارتل (نام علمی: Hylopetes bartelsi) نام یک گونه از سرده جنگل‌پر است.